# Колтымак (деревня)
Колтымак — деревня в Алнашском районе Удмуртии, входит в сельское поселение Староутчанское. 
Находится в верховьях реки Колтымак (правый приток Тоймы) в 14 км к западу от села Алнаши, в 29 км к югу от Можги и в 95 км к юго-западу от Ижевска. На западе деревня примыкает к лесному массиву. Имеется тупиковая подъездная дорога от деревни Дроздовка (на автодороге Алнаши — Грахово).
Население — 2 человека (2012 г.). В связи с общей убылью населения, при условии достижения нулевой численности населения к 2025 году, планируется упразднение населённого пункта.

## История
На 1847 год жители починка Колтымак (Малые Челны) Елабужского уезда Вятской губернии числились прихожанами Воскресенской церкви села Биляр. По итогам десятой ревизии 1859 года в 25 дворах казённой деревни Челны Малые (Колтымак) Елабужского уезда Вятской губернии проживали 101 житель мужского пола и 121 женского, работала мельница.
В 1921 году, в связи с образованием Вотской автономной области, деревня передана в состав Можгинского уезда. В 1924 году при укрупнении сельсоветов она вошла в состав Вотско-Гондыревского сельсовета Алнашской волости, а в 1925 году — в Староутчанского сельсовета. В 1929 году упраздняется уездно-волостное административное деление и деревня причислена к Алнашскому району. В 1930 году в деревне Колтымак образована сельхозартель (колхоз) «Вперёд».
- Безгуськов Тимофей (1867 г.р.) — кулак.
- Безгуськова Ольга (1868 г.р.) — член семьи кулака.
- Безгуськова Ольга (1908 г.р.) — член семьи кулака.
- Безгуськов Александр Тимофеевич (1909 г.р.) — член семьи кулака.
- Безгуськова Татьяна Александровна (1928 г.р.) — член семьи кулака.
- Безгуськова Таисья Александровна (1930 г.р.) — член семьи кулака.
- Безгуськов Геннадий Александрович (1931 г.р.) — член семьи кулака.
- Никонов Василий Прохорович (1879 г.р.) — Арестован 11 октября 1937 г. Приговор: 10 лет.

В 1951 году Колтымак перечислена в Удмурт-Гондыревский сельсовет. В 1958 году деревня перечислена в Староутчанский сельсовет. В 1969 году колхоз «Вперёд» вошёл в состав объединенного колхоза «имени Жданова».
16 ноября 2004 года Староутчанский сельсовет был преобразован в муниципальное образование «Староутчанское» и наделён статусом сельского поселения.